# Hauts plateaux du Vercors
Hauts plateaux du Vercors este o arie protejată (arie de protecție specială avifaunistică — SPA) din Franța întinsă pe o suprafață de 17.605 ha, integral pe uscat.

## Localizare
Centrul sitului Hauts plateaux du Vercors este situat la coordonatele 44°51′00″N 5°29′00″E / 44.85°N 5.48333°E.

## Înființare
Situl Hauts plateaux du Vercors a fost declarat arie de protecție specială avifaunistică în baza directivei 79/409 din 1979 referitoare la conservarea păsărilor sălbatice pentru a proteja 23 de specii de animale.

## Biodiversitate
Situată în ecoregiunile alpină și mediteraneană, aria protejată nu include niciun habitat protejat.
La baza desemnării sitului se află mai multe specii protejate de  păsări (23): minunița (Aegolius funereus), vulturul negru (Aegypius monachus), potârnichea de stâncă (Alectoris graeca saxatilis), fâsă-de-câmp (Anthus campestris), acvilă de munte (Aquila chrysaetos), cocoșul de mesteacăn (Bonasa bonasia), buha (Bubo bubo), caprimulg (Caprimulgus europaeus), șerpar (Circaetus gallicus), ciocănitoare neagră (Dryocopus martius), șoim călător (Falco peregrinus), ciuvică (Glaucidium passerinum), zăgan (Gypaetus barbatus), vulturul pleșuv sur (Gyps fulvus), Lagopus mutus helveticus, sfrâncioc roșiatic (Lanius collurio), ciocârlie de pădure (Lullula arborea), gaia neagră (Milvus migrans), viespar (Pernis apivorus), ciocănitoare de munte (Picoides tridactylus), Pyrrhocorax pyrrhocorax, sitar de pădure (Scolopax rusticola), cocoșul de mesteacăn (Tetrao tetrix tetrix).
Pe lângă speciile protejate, pe teritoriul sitului au mai fost identificate 30 de specii de păsări.